# Саккетти, Александр Ливериевич
Александр Ливериевич Саккетти (13 [26] августа 1881, Санкт-Петербург — 15 февраля 1966, Москва) — российский и советский учёный-правовед, кандидат юридических наук, специалист в области истории правовых и политических учений.

## Биография

### Семья
А. Л. Саккетти происходит из семьи римских аристократов.
- Дед: Антонио Саккетти, покинул Италию и поселился в России.
- Отец: Ливерий Антонович Саккетти — известный музыкант, профессор Петербургской консерватории, автор исследований по истории эстетики и музыки.
- Мать: (урожденная Каневская), окончила Санкт-Петербургскую консерваторию 1880 — певица Мариинского оперного театра.
- Жена: Анна Григорьевна Саккетти.

## Научная карьера
Образование: в 1901 — 1-я классическая гимназия, затем юридический факультет Санкт-Петербургского университета, 1908 с дипломом I-й степени. С декабря 1908 по август 1911 — кандидат на судебные должности в канцелярии I-го департамента Сената Министерства юстиции Российской империи.
В мае 1908 выходит первая публикация А. Л. Саккетти — рецензия на книгу В. А. Савальского о марбургской (неокантианской) школе философии права, во главе которой стояли Г. Коген, П. Наторп и Р. Штаммлер. Саккетти — по взглядам был неокантианцем.
Осенью 1908 года, после того как он был оставлен М. М. Ковалевским на кафедре государственного права для подготовки к профессорскому званию, его направляют за границу. В Германии знакомится с представителями марбургской школы и слушает лекции по государственному праву и философии у В. Виндельбанда, Н. Гартмана, Г. Еллинека, Г. Когена, Э. Ласка, П. Наторпа.
По возвращении в Россию выдерживает в 1912—1913 гг. магистерские экзамены по государственному и международному праву.
Саккетти с 1914 года — приват-доцент на кафедре общей теории и энциклопедии права Петроградского университета.
В 1915—1917 годах занимается наукой и публикует несколько статей, брошюру, курс лекций по теории права, готовит рукопись диссертации.
В 1917 году Саккетти не принимает политику нового режима .
C 1908 до 1922 годы по своим взглядам на природу права и государства Саккетти являлся социологом права, следуя своему учителю М. М. Ковалевскому.
В 1918 году он профессор Петроградского университета. Однако в 1918—1919 новая власть закрыла все юридические факультеты в России (включая Московский и Петроградский университеты) и на их месте образовала «факультеты общественных наук». Старая профессура теряет учебные курсы, лишается средств к существованию. Эти проблемы вынуждают его покинуть Петроград, так же как и его друга историка права С. В. Юшкова в Саратов.
Осенью 1918 в Костроме создается Государственный рабоче-крестьянский университет. Его ректор Н. Г. Городенский приглашает его преподавать. С 15 ноября 1918 Саккетти — профессор по кафедре социологии и философии права гуманитарного факультета.
В 1918—1919 учебном году он читает два предмета и ведёт один семинар.
Участие А. Л. Саккетти в жизни Костромского университета сводилась не только к педагогической деятельности. Около трёх лет он заведовал кабинетом социологии и истории культуры, исполнял обязанности секретаря гуманитарного факультета и (с 5 июня 1919) становится ученым секретарём совета факультета, затем деканом гуманитарного факультета. 6 января 1920 года он — проректор университета.
После закрытия в 1921 году Костромского университета переходит в созданный на его базе Костромской педагогический институт, где трудится на естественном отделении факультета педтехникумов. На заседании Совета Костромского педагогического института 19 декабря 1921 года он (вместе с бывшим ректором Костромского университета Ф. А. Меньковым и бывшим деканом его гуманитарного факультета В. Ф. Шишмаревым выдвигается от профессоров на должность ректора и в члены правления пединститута. Ректором избрали Ф. А. Менькова, а Саккетти стал членом совета института.
В 1921 году Саккетти сотрудник Иваново-Вознесенского политехнического института. Данный институт, созданный на базе Рижского политехнического института, привлёк на социально-экономический факультет профессоров и преподавателей (юристов и историков) из обеих столиц. Среди них — В. М. Гессен, Н. Д. Силин, Э. Э. Понтович, В. М. Догадов, Б. В. Александров, Б. И. Сыромятников, М. С. Фельдштейн, А. М. Гурвич, А. А. Кизеветтер, Д. М. Петрушевский, С. А. Котляревский, C. В. Познышев.
Кафедра международного права в ИВПИ оставалась вакантной до 1921 года, хотя её предлагали занять профессору А. М. Кулишеру, а С. А. Котляревский приезжал читать курс истории международных отношений. Саккетти пригласил на факультет Э. Э. Понтович — ученик В. М. Гессена, возглавлявший кафедру общей теории права, являясь деканом. На заседании президиума социально-экономического факультета ИВПИ от 22 сентября 1921 он сообщил, что «профессор Саккетти согласен взять себе чтение лекций по международному праву, приезжая ежемесячно [из Костромы] на одну неделю». 4 ноября 1921 Саккетти избирается экстраординарным профессором по кафедре международного права с правом быть приезжающим. Согласно учебному плану Саккетти должен был вести свой предмет у студентов третьего курса с общей нагрузкой два часа в неделю. Первые пять лекций он прочитал уже к 25 ноября того же года.
Однако 1921—1922 учебный год был последним для факультета вследствие тяжелых материальных затруднений и невозможности оплачивать труд профессоров из других городов. 14 января 1922 президиумом совета факультета принято решение о сокращении ряда преподавателей, в том числе и Саккетти. Из Костромы он переезжает в Москву.
С 1923 года Саккетти работает консультантом при СНК РСФСР и в Наркомате юстиции (отдел законодательных предположений).
С 1940 по 1943 годы — старший научный сотрудник Всесоюзного института юридических наук, с 1942 преподаватель латинского языка на юридическом факультете МГУ и заведующий (по совместительству) кафедрой иностранных языков во Всесоюзном юридическом заочном институте. При этом он продолжает заниматься наукой, но его новые научные интересы уже не связаны с неокантианскими концепциями. Во ВИЮНе выходят его переводы и комментарии источников периода Французской революции XVIII в. Фундаментальными переводами Саккетти являются три трактата Г. Гроция, которые выдержали три издания (1948, 1956 и 1994).
В 1945 году ученый, подготовивший кандидатскую диссертацию за четверть века до этого, защитился повторно. Тема новой диссертации — «Политическая программа Ивана Семёновича Пересветова».
Скончался 15 февраля 1966 года, в Москве, оставив после себя неопубликованные рукописи: «Очерки истории политических идей классического периода Древней Греции в связи с её внутренними и внешними отношениями», «Политические идеи И. С. Пересветова» и «Гуго Гроций».

## Публикации
- Рец.: Савальский В. А. Основы философии права в научном идеализме. Марбургская школа философии: Коген, Наторп, Штаммлер и др. Т. I. Москва, 1908// Журнал Министерства народного просвещения. 1909. Ч. XXI, май. С. 179—185.
- Государство и народность // Юридический вестник. 1915 г. Кн. XII (IV). С. 5-16.
- Основные учения о территориальности государства // Известия Министерства иностранных дел. 1915. Кн. I. С. 204—224.
- Право и наука права // Юридический вестник. 1916 г. № 16. Кн. XVI (IV). С. 5-37.
- Основные понятия о праве и государстве. 1916—1917. Курс общедоступных лекций. На правах рукописи (отпечатано на ротапринте). 1917.
- Социализм и анархизм // Народоправство. М., 1917. № 6. С. 7-8.
- Учредительное собрание и основные законы государства. Пг., 1917.
- Борьба за нефть в Передней Азии // Новый Восток. 1923. Кн. 3 (4).
- «Кармен» Бизе // Еженедельник искусств. 1921. № 2.
- Эстетика: Исторический обзор учений //Литературная энциклопедия. Т. II. М.;Л., 1925.
- Конституция 3 сентября 1791 г. // ВИЮН НКЮ СССР: Ученые труды. Вып. II. Вопросы государства и права во Французской буржуазной революции XVIII в. М., 1940. С. 151—180.
- Конституция 24 июня 1793 г. // Там же. С. 181—192.
- Политическая программа И. С. Пересветова // Вестник МГУ. 1951. Вып. 1.С. 107—117.
- Гуго Гроций и его трактат «О праве войны и мира» // Там же. С. 6—9.
- О взглядах И. С. Пересветова //Вопросы истории. 1957. № 1. С. 117—119.
- Ф. Ф. Мартенс (1845—1909 гг.). К пятидесятилетию со дня смерти// Советский ежегодник международного права. 1960. М., 1961. С. 257—259.
- Гроций как ученый-гуманист, юрист и историк // Советский ежегодник международного права. 1959. М., 1960. С. 261—270.
- Гроций о войне и мире // Советский ежегодник международного права. 1964—1965. М., 1966. С. 202—203.

## Переводы
- Блюм Г. Columnae, или описание и применение пяти ордеров / Пер. со старонемецкого А. Л. Саккетти. М., 1936.
- Строительные сервитуты римского права / Перев. с лат. А. Л. Саккетти. М.;Л., 1940.
- Гроций Г. О праве войны и мира / Пер. с лат. А. Л. Саккетти. М., 1956.
- Анцилотти Д. Курс международного права. Т. 1: Введение — общая теория/ Пер. А. Л. Саккетти, Э. М. Фабрикова; Под ред. Д. Б. Левина. — М.: ИЛ, 1961. — 457 с.